# Aegosoma scabricorne
Aegosoma scabricorne је врста стрижибубе која припада потпородици Prioninae.

## Распрострањење
Врста је присутна у Средњој и Јужној Европи и на Блиском истоку (Иран, Кавказ).

## Опис
Aegosoma scabricorne је дугачка 25–52 mm, што је чини једном од највећих стрижибуба Европе. Жутобраон до црвенкастобраон боје је. Глава са јаким мандибулама се сужава иза очију. Антене су средње дужине до кратке, имају 11 чланака од којих неки са унутрашње стране имају трниће. На покрилцима се запажају 3-4 слабо изражена уздужна ребра.

## Биологија
Одрасли инсекти се срећу од јуна до септембра. Ове стрижибубе су полифагне и хране се разним листопадним дрвећем (орах, топола, врба, јавор, копривић итд). Ларве живе у стаблу старог дрвећа. Животни циклус траје најмање три године.

## Галерија
- мужјак и женка, музејски примерци